# Нор-Бердское княжество
Нор-Бердское княжество (арм. Նոր Բերդի իշխանություն) — армянское феодальное княжество рода Кюрикянов, существовавшее на западе исторической области Великой Армении Утик в XII—XIII веках.

## История
Основателем княжества являлся Васак I сын Кюрике, внук Давида, основателя Мацнабердского княжества. В период существования княжества, ввиду созданных хороших жизненных условий и наличия сильных правителей, оно стало одним из тех мест куда из различных уголков исторической Армении бежали ища спасение армяне. Отдавая должное силе и влиянию нор-бердских правителей, их современник армянский историк Вардан Аревелци, называет владетелей княжества «царями».

С именем Кюрикянов Нор-Берда связано основание монастыря Нор Варага. Основателем монастыря стал князь Нор Берда — Давид. В первую очередь он построил в 1193—1198 годах старейшую церковь комплекса Анапат и родовой мавзолей. В 1224—1237 годах сын князя Давида Васак II построил церковь в честь Святой Богородицы. Согласно надписи на стене монастыря, он имел водопровод, построенный Шараном в 1253 году.

### Князья Нор-Берда
- Васак I[1]
- Давид — не позже 1193—1216 гг.[1][3]
- Васак II — 1216 — после 1237 гг.[1][3]